# Karel Jansa

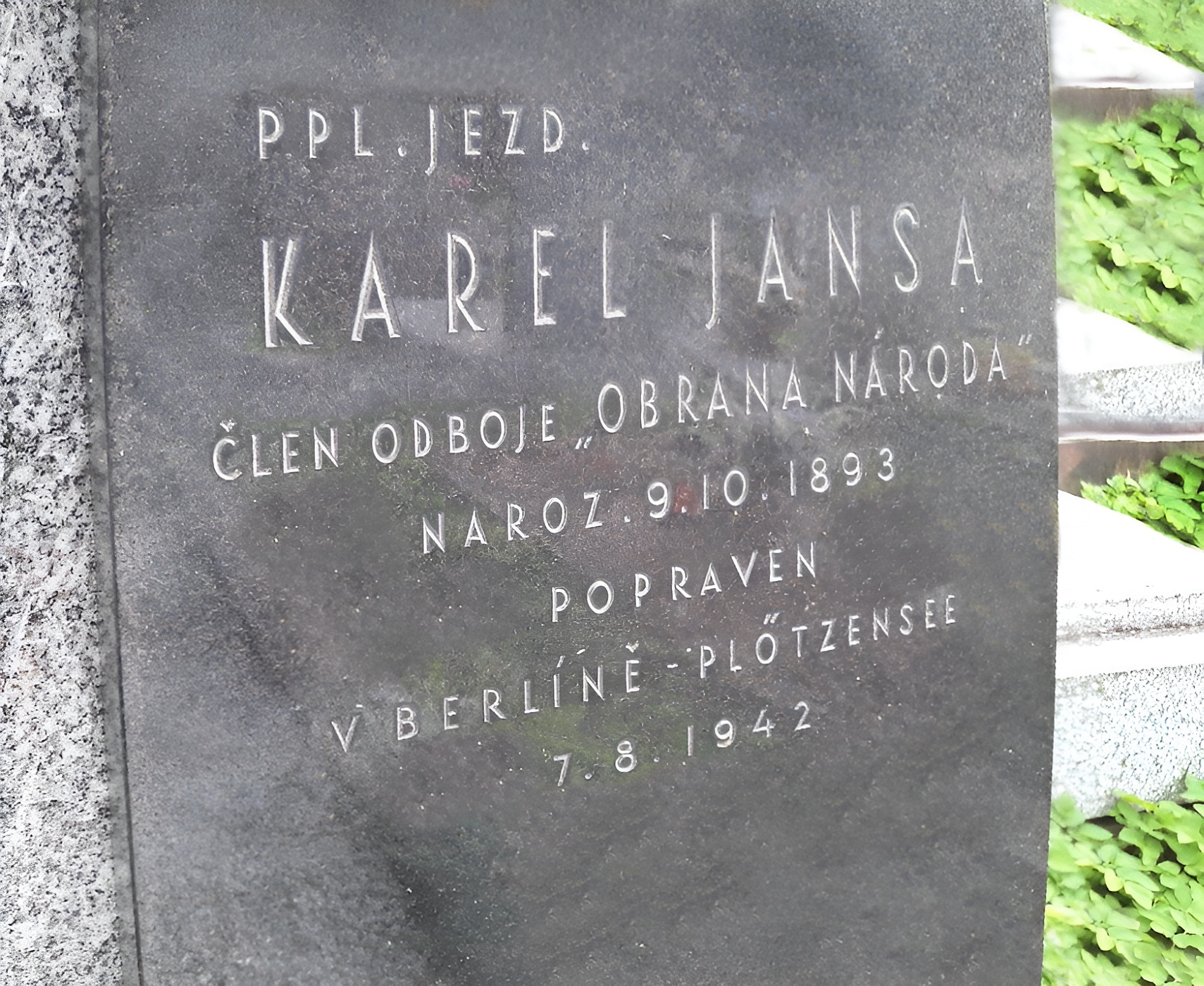
Kenotaf na hřbitově v Běstvině

Pplk. Karel Jansa (9. října 1893 Běstvina – 7. srpna 1942 Věznice Plötzensee) byl československý důstojník a odbojář z období druhé světové války popravený nacisty.

## Život

### Studia, první světová válka, vojenská kariéra
Karel Jansa se narodil 9. října 1893 v Běstvini na chrudimsku. Absolvoval obecnou školu, maturoval v Čáslavi. Během první světové války bojoval v rakousko-uherské armádě na ruské a italské frontě, po jejím skončení studoval na Hospodářské akademii v Táboře. Studia ale nedokončil a jako nadporučík vstoupil v roce 1918 do československé armády. Sloužil ve Vysokém Mýtě jako příslušník 9. jezdeckého pluku, od roku 1936 v Hodoníně u 7. dragounského pluku. Zde byl pověřen vedením úseku branné výchovy, kterou rozvíjel v celém hodonínském okrese. Byl členem Sokola, působil v jeho vzdělavatelském sboru, v armádě dosáhl hodnosti štábního kapitána.

### Protektorát
Po německé okupaci se zapojil (od května 1939) do protinacistického odboje. V rámci ilegální vojenské odbojové organizace Obrana národa (ON) byl ustanoven prvním vojenským velitelem ON hodonínského okresu, založil a budoval zde organizační strukturu a připravoval celou organizaci k ozbrojenému povstání v případě vypuknutí německo-polské války. V okrese Hodonín se mu pro práci v ilegální Obraně národa podařilo získat několik důstojníků, s nimiž se znal ještě z doby, kdy působil jako okresní velitel „předvojenské branné výchovy“. Po rozpuštění prvorepublikové armády armády byl nucen Hodonín opustit a přesunout se v létě 1939 do Chrudimi, kde pracoval v civilním zaměstnání (jako obecní tajemník) na okresním úřadě v Chrudimi. I zde v odbojové činnosti pokračoval – zastával funkci okresního velitele ON – v menších městech v okolí vyhledával vhodné osoby pro funkce místních velitelů a v rámci ON se mu tímto způsobem podařilo zorganizovat dvě vojenské čety. Do října roku 1939 se mu tak podařilo získat pro ilegální ON asi 50 až 60 mužů.
Dne 8. února 1940 byl ale Karel Jansa v Praze (na kurzu pro tajemníky) zatčen gestapem. Dne 29. ledna 1942 byl I. senátem Lidového soudního dvora odsouzen k trestu smrti za „přípravu velezrady a napomáhání nepříteli“. Dne 7. srpna 1942 byl popraven gilotinou v berlínské věznici Plötzensee.

## Ocenění a připomínka
- Karel Jansa byl in memoriam povýšen do hodnosti podplukovníka.
- Jeho kenotaf (symbolický hrob) se nachází v Běstvině na hřbitově u kostela svatého Jana Křtitele. Na náhrobní desce je nápis: PPL. JEZD. / KAREL JANSA / ČLEN ODBOJE „OBRANA NÁRODA“ / NAROZ. 9.10.1893 / POPRAVEN / V BERLÍNĚ - PLÖTZENSEE / 7.8.1942[3]